# Uli Borowka
Ulrich Borowka couramment appelé Uli Borowka est un footballeur allemand né le 19 mai 1962 à Menden en Rhénanie-du-Nord-Westphalie.

## Biographie

### En club
Uli Borowka, apprend d'abord le métier de mécanicien, parallèlement il joue au football dans divers clubs de sa région. En 1980, il arrive au Borussia Mönchengladbach, il joue d'abord en amateur. En 1981, il obtient un contrat professionnel et jouera six saisons avec le Borussia.
En 1987, il rejoint le Werder Brême où il connaîtra ses plus grands succès, deux titres de champion d'Allemagne en 1988 et 1993, deux Coupes d'Allemagne en 1991 et 1994, et la Coupe d'Europe des vainqueurs de coupe de football 1991-1992. 
Entre 1987 et 1996, il dispute 388 matchs de Bundesliga et marquera 19 buts.
Uli Borowska était connu pour être un défenseur rugueux et rustre d'où ses surnoms Eisenfuss (pied d'acier) ou die Axt (la hâche). Il prévenait ses adversaires Si tu passe le milieu du terrain, je te casse ce qui lui valut le titre de joueur le plus détesté du championnat allemand,.
Ses problèmes avec l'alcool, conduisent son club à le renvoyer en 1996, il se retouvera au Tasmania Neu-Kölln, un club de Berlin, en cinquième division. Après un court passage à Hanovre 96, en troisième division à l'époque, il part pour la Pologne. Il se retrouve au Widzew Łódź et sera le premier joueur occidental à jouer dans une ligue professionnelle de l'Est de l'Europe, il ne jouera que huit matchs avec le champion de Pologne, à cause de ses problèmes avec l'alcool il ne sera pas beaucoup employé par son entraineur, Franciszek Smuda. Uli Borowska, premier allemand avec un titre de champion de Pologne, quittera le pays sans fêter son titre puis commence sa descente aux enfers, il s'en remettra qu'à partir de l'an 2000.
De retour en Allemagne il est joueur-entraineur au FC Oberneuland, un club d'un quartier de Brême, puis jusqu'en 2004 entrainera divers clubs berlinois.
Uli Borowka relate ses problèmes de dépendance dans un livre, Voller Pulle, Mein Leben als Fußballprofi und Alkoholiker (Ma double vie de footballeur professionnel et d'alcoolique).
Depuis 2007 il dirige sa société de marketing dans le sport et organise des stages de football pour les jeunes.

### En équipe nationale
En 1988, Uli Borowka est sélectionné dans l'équipe d'Allemagne pour le Championnat d'Europe de football 1988, il disputera deux matchs de préparation et les quatre rencontres de l'Euro, ensuite Franz Beckenbauer ne l'appellera plus.

## Palmarès
- 6 sélections et 0 but avec l'équipe d'Allemagne en 1988
- Vainqueur de la Coupe des vainqueurs de Coupes avec le Werder Brême en 1992
- Champion d'Allemagne en 1988 et 1993 avec le Werder Brême
- Coupe d'Allemagne en 1991 et 1994 avec le Werder Brême
- Vainqueur de la Supercoupe d'Allemagne en 1988, 1993 et 1994 avec le Werder Brême
- Champion de Pologne en 1997 avec le Widzew Łódź